# Anita Blond
Anita Hudáček (Budapest, 27 de mayo de 1976), conocida como Anita Blond (o Anita Blonde), es una modelo y actriz pornográfica húngara.

## Biografía
Anita Blond fue una de las primeras grandes estrellas internacionales que Hungría exportó al mundo de la moda erótica y a la industria de entretenimiento para adultos.
Anita comenzó como modelo para la revista Penthouse, realizando luego, sus primeros trabajos pornográficos para Private, si bien, gran parte de su carrera la ha desarrollado en Italia donde, bajo la dirección de Mario Salieri, realizó algunos de sus mejores trabajos. Con posterioridad se trasladó a Estados Unidos, convirtiéndose en una de las europeas más cotizadas.
Su carrera ha transcurrido paralela a la de otra húngara: Anita Dark, con la que, quizá por la similitud de nombres y de origen, realizó numerosas apariciones.
Además de los ya mencionados de Salieri, sus trabajos más elogiados los realizó en "Rocco Rock´n Roll" con el actor italiano Rocco Siffredi y Anita Dark, y en "The loadman Cummith", donde Anita, con el pelo negro, comparte escena con Peter North.
Su imagen ha sido también requerida para los fotógrafos más reputados y, de esta forma, Andrew Blake la incluyó en uno de sus libros. Hustler y Cheri, dos de las principales revistas del sector, ya habían tenido a Anita en sus páginas, junto con Penthouse.
Anita Blonde ha participado en más de 93 películas, de las que en su mayoría ha sido protagonista.

## Filmografía
- A Wonderful Blonde Whore
- Adventures on the Orient Express
- America's 10 Most Wanted 1 y 3
- Amorous Liaisons
- Anal Kika
- Anal Palace
- Andrew Blake's Pin-Ups 2
- Angel Long and Friends
- Anita
- Beautiful Girls of Europe Get Fucked 2
- Big Babies in Budapest
- Blond & Brunettes
- California Calendar Girls 2
- Clit Crazy 9
- Confession of Indecency
- Croupe Du Monde 98
- Cummin to Ibiza
- Decadence
- Deep Throat 1 y 4
- Delirious
- Eternal Desire
- European Supermodels
- Exhibitionists
- Foxy Girl
- Inheritance
- Jon Dough's Dirty Stories 4
- Journal d'une Infirmière
- L.A. Lust
- Light My Fire
- Lil' Women Gold Edition - Go To War
- Love Spectrum
- Loves of Laure
- Magic Eros
- Magic Touch
- Magnificent 7 Girls
- Marionette
- Masquerade
- Models
- More Dirty Debutantes 68
- North Pole - The Loadman Cummeth
- Nurse's Diary
- Orient Express
- Outdoor Ecstasy
- Paris Chic
- Passion in Venice
- Pick Up Lines 16, 19 y 22
- Possessions
- Private Best of the Year 1998 - Do It
- Priv. Castings X 6 - Inga
- Priv. Film 24, 25 y 26
- Priv. Lust Treasures 2
- Priv. Solid Gold
- Priv. Stars
- Priv. Stories 2
- Priv. Video Magazine 18
- Profiles 10
- Public Sex Auditions
- Pussy Beat 2 y 3
- Return to Planet Sex
- Rocco's Sexual Superstars
- Rock & Roll Rocco 1 y 2
- Seizing the Moment
- Sex Files 1 y 2
- Sodomania 17 y 20
- Sodomania Slop Shots 2
- Sodomania Smokin Sextions 2
- Some Like it Hot
- The Best by Private 1, 15 y 16
- Thieves of Love
- Triple X 1, 2 y 26
- Triple X Files 8 - The Dungeon
- VeneXiana
- Video Adventures of Peeping Tom 8 y 11
- Video Virgins 36
- Voyeur 8
- Wet
- Wet Cotton Panties 4
- Wonderful Blonde Whore
- World Sex Tour